# نیکلاس اریکسون
نیکلاس اریکسون (انگلیسی: Niklas Eriksson؛ زادهٔ ۱۷ فوریهٔ ۱۹۶۹) بازیکن هاکی روی یخ اهل سوئد بود.